# حديث الثلاثاء
حديث الثلاثاء (أوعاطفة الثلاثاء) درس أسبوعي كان يلقيه حسن البنا علي رواد المركز العام للإخوان المسلمين مساء الثلاثاء من كل أسبوع وكان الدرس يرتاده الآلاف من الإخوان كما كان يحافظ عليه عدد من المثقفين والوجهاء والأعيان الذين كان يجذبهم أسلوب الشيخ البنا. صدر كتاب يحمل نفس الاسم حوى عدد كبير من دروس حسن البنا التي كان يلقيها كل ثلاثاء. 
بعد أنقطاع دام قرابة 20 عاما بدأ شيوخ الإخوان في ألقاء درس الثلاثاء من جديد في يوم 22 من فبراير 2011 وذلك بعد قيام الثورة المصرية.

## وصلات خارجية
عودة درس حديث الثلاثاء بالإسكندرية والشيخ المحلاوي أول المحاضرين